# Alypia wittfeldii
Alypia wittfeldii is een vlinder uit de familie van de uilen (Noctuidae). De wetenschappelijke naam van de soort is voor het eerst geldig gepubliceerd in 1883 door H.Edw..